# Clément de Royer
Pour les articles homonymes, voir de Royer-Dupré, Royer et Dupré.
 (septembre 2009).
Clément de Royer ou de Royer-Dupré (né le 4 novembre 1844 à Paris où il est mort le 27 septembre 1912) est un avocat français.

## Biographie
Clément de Royer est le fils aîné de M. Ernest de Royer (1808-1877), qui fut Garde des sceaux, vice-président du Sénat, premier président de la Cour des comptes, et grand-croix de la Légion d'honneur.
Après des études au Lycée Louis-le-Grand, Clément de Royer se consacra à l'étude du droit et obtint un doctorat de la Faculté de Paris en 1870. Secrétaire de la Conférence des Avocats de 1870 à 1872, il prononça, à cette époque, un discours sur les Mémoires de Beaumarchais.
En 1870, lors de la campagne franco-allemande, il s'engagea, pour la durée des opérations, dans les régiments de marche et participa aux actions de Montretout, de Champigny et de Buzenval.
En 1871, devenu chef du cabinet de son père, premier président de la Cour des comptes, Clément de Royer contribua pour une large part à la reconstitution des services d'archives de cette cour.
En 1873, il fut nommé substitut du procureur de la République à Chartres, puis occupa Ies mêmes fonctions à Versailles en 1877.
L'exécution des décrets du 29 mars 1880, rendus contre les congrégations religieuses, mit fin à sa carrière de magistrat. Adversaire d'un acte qui lui parut porter atteinte à la liberté de conscience et à la liberté de domicile, il démissionna.
Au barreau de Paris, où il a repris sa place, Clément de Royer a plaidé dans un grand nombre d'affaires criminelles et civiles importantes. Il a été l’avocat de la Société d'Assurances mutuelles mobilières et immobilières de la Seine.
Comme homme politique, Clément de Royer s'est investi dans le mouvement bonapartiste.
Clément de Royer fut un soutien farouche du Prince Victor Napoléon, avec d'autres "victoriens" contre les partisans de son père le Prince Napoléon (Jérôme) ; en 1887, il préside le comité d'action impérialiste et devient le représentant officiel du prince Victor en France.
Clément de Royer n’accepte l’alliance avec les « boulangistes » que par tactique électorale
En 1888, il figure sur la liste conservatrice (bonapartiste) aux élections législatives dans le département de la Seine et obtient plus de 100 000 voix. Au renouvellement de 1889, fait au scrutin d'arrondissement, il est candidat dans la première circonscription d'Yvetot (Seine Inférieure), il réunit 5 730 voix contre 6 306 à Ferdinand Lechevallier, maire d’Yvetot et député sortant. Il échoua également en 1893 (il obtint 5 145 voix contre 6 525 voix au sortant M. Ferdinand Lechevallier) et en 1898, dans la même circonscription et toujours contre le même adversaire (4 828 voix contre 6 337 à Ferdinand Lechevallier)
Conseiller municipal de Saint-Clair-sur-les-Monts près d’Yvetot (Seine-Inférieure), Membre de la Société hippique et de la Société des Agriculteurs de France, Clément de Royer est aussi membre du Comité consultatif du Nouvelliste de Rouen et préside, depuis sa fondation (1886), le comité de direction de la Revue de la France Moderne (revue bonapartiste).
M. Clément de Royer épouse en novembre 1875, Louise de Gauville ; ils eurent deux fils : Henri de Royer, né en octobre 1876 à Chartres et Ernest de Royer, né en avril 1879 à Versailles.
Il meurt le 27 septembre 1912 à Paris et est inhumé au Cimetière du Père-Lachaise (10e division).